# Lödersdorf
Lödersdorf è una frazione di 710 abitanti del comune austriaco di Riegersburg, nel distretto di Südoststeiermark (Stiria). Già comune autonomo, il 1º gennaio 2015 è stato aggregato a Riegersburg assieme agli altri comuni soppresso di Breitenfeld an der Rittschein e Kornberg bei Riegersburg.